# Irish Open 1974
L'Irish Open 1974 è stato un torneo di tennis giocato sull'erba. È stata la 90ª edizione del torneo, che fa parte del Commercial Union Assurance Grand Prix 1974. Si è giocato a Dublino in Irlanda, dall'8 al 14 luglio 1974.

## Campioni

### Singolare
Sherwood Stewart ha battuto in finale  Colin Dowdeswell con il punteggio di 6–3 9-8

### Doppio
Colin Dowdeswell /  John Yuill hanno battuto in finale  Lito Álvarez /  Jorge Andrew con il punteggio di 6–3, 6–2